# Киево-Николаевский Новодевичий монастырь (Алатырь)
Киево-Николаевский Новодевичий монастырь — женский монастырь в городе Алатырь, Чувашия.
Был закрыт в 1919 году. В 1993 году монастырь был передан Русской православной церкви. К 2000 году были восстановлены Вознесенский, Покровский храмы, вновь построена Никольская надвратная церковь.

## История

### Основание
Дата основания Алатырского Киево-Николаевского 3-классного необщежительного женского монастыря точно не установлена. Существует лишь несколько версий:
1. В сказке о монастыре, поданной в 1764 году в Нижегородскую Консисторию, говорится об открытии монастыря в 1603 году. В описи за тот же год также приводится дата — 1603 год. Однако в челобитной от 1693 года по поводу спора о рыбных ловлях на реке Сура между Алатырским Троицким монастырем, посадскими людьми и духовенством Рождественского собора и Старо-Никольского монастыря указывается, что они (указом от 1573 года) были пожалованы Киево-Никольскому монастырю[2].
2. Монастырь был образован в 1619 году на территории Речи Посполитой, недалеко от украинского Прилуцка и селений Ладина и Подгор. По месту расположения и по своей церкви во имя Покрова Пресвятой Богородицы монастырь первоначально назывался Покровский Ладинский-Подгорский Новодевичий монастырь. Впоследствии в его название вошло прилагательное — Киевский, т. к. первые его монахини были киевлянками. В 1638 году из-за усилившихся гонений католической знати на православную церковь ладинские монахини бежали в Россию. Сначала монахини жили в Путивле и Брянске, в сентябре 1638 года были переведены в Алатырь, где основали в 1639 году Киево-Николаевский Новодевичий монастырь[1].

### Имя
Монастырь первоначально назывался Покровский Ладинский-Подгорский Новодевичий монастырь. 

Впоследствии в его название вошло прилагательное — Киевский.

Новодевичьим назван по причине существования в Алатыре другого Николаевского женского монастыря. 

### Основные даты
1603 (1573) — первое упоминание.

1639 год — основан вновь игуменьей Ладинского Прилуцкого монастыря Елисаветой (Летинской) вместе с 52 монахинями, часть которых пришла из Киева, и их духовником игуменом Мефодием, «изгнанными ляхами».

1668 год — разобраны старые церкви во имя Покрова Пресвятой Богородицы, в пределе Алексея Митрополита, Михаила Малевина, теплая церковь во имя Николы Чудотворца и перенесены на Пятницкое церковное место за острогом выше Казачьей слободы. 

1671 год — постройки Киево-Николаевского монастыря сгорели во время восстания Степана Разина, но через год монастырь был вновь отстроен за счет уездных крестьян и мордвы, принимавшей участие в бунте. 

1690 год — церкви и постройки сгорели.

1691 год — из соседнего Алатырского Троице-Сергиева монастыря была перенесена старая деревянная церковь во имя Живоначальной Троицы и построена на старом церковном месте теплая церковь во имя Вознесения Господня. Игуменья Елизавета на новом месте возвела церковь Св. Николая Чудотворца.

1737 год — построена каменная церковь во имя святителя и чудотворца Николая. 

1753 год — деревянная церковь во имя Вознесения Господня заменена на каменную, (трехпрестольную: Вознесения Господня, Св. Тихона Задонского, великомученика Пантелеймона) 

1757 год — построена Никольская каменная церковь.
1760-е гг. построена каменная однопрестольная церковь во имя Покрова Пресвятой Богородицы (впоследствии к ней был устроен придел во имя Дмитрия Ростовского). В распоряжении монастыря было 226 десятин земли, мельница и различные хозяйственные постройки. В состав монастыря (в конце XIX в.) входили: игуменья, 31 монахиня и 237 послушниц.

1764 — определён в третьеклассный. 

После 1764 года — при Екатерине II многие монастыри были упразднены, в том числе и соседний Николаевский Стародевичий монастырь. Настоятельница и сестры перешли в Киево-Никольский монастырь. 
.

## Сооружения монастыря
Церкви: Вознесения Господня, Покрова Пресвятой Богородицы, свят. Николая (надвратная).
Хозяйственные и жилые постройки.
Территория ограждена стеной с угловыми башнями.
Комплекс зданий в стиле барокко.

## Настоятели
Настоятельница: игумения Елисавета (Кривошеева) умерла в 2020 году.
20 ноября 2020 года монахиня Елисавета (Ванькина) назначена на должность игумении.